# Sondaje de opinie pentru alegerile prezidențiale din România din 2024
În pregătirea alegerilor prezidențiale din 2024, care au avut loc pe 24 noiembrie (primul tur) și al doilea tur care ar fi avut loc pe 8 decembrie 2024, diverse organizații de sondare a opiniei publice din România au realizat o serie de sondaje de opinie pentru a măsura și urmări intenția de vot în rândul electoratului. Rezultatele tuturor acestor sondaje de opinie sunt prezentate în tabelele anuale de mai jos, în acest articol Wikipedia.

## Turul I

Graficul pentru sondajele pentru turul I de scrutin

### Sondaje de opinie octombrie–decembrie 2024
| Sondaj                       | Finanțator Sondaj            | Data                          | Eșantion                                                                                        | Călin Georgescu Ind.                                                                            | Elena Lasconi USR                                                                               | Marcel Ciolacu PSD                                                                              | George Simion AUR                                                                               | Nicolae Ciucă PNL                                                                               | Mircea Geoană Ind.                                                                              | Hunor Kelemen UDMR                                                                              | Cristian Diaconescu Ind.                                                                        | Cristian Terheș PNCR                                                                            | Ana Birchall Ind.                                                                               | Ludovic Orban FD                                                                                | Alții                                                                                           |       |       |       |       |
| Sondaj                       | Finanțator Sondaj            | Data                          | Eșantion                                                                                        | Rezultate Alegeri (Total)                                                                       | Rezultate Alegeri (Total)                                                                       | 24 noiembrie                                                                                    | 9.242.186                                                                                       | 22,94%                                                                                          | 19,18%                                                                                          | 19,15%                                                                                          | 13,86%                                                                                          | 8,79%                                                                                           | 6,32%                                                                                           | 4,5%                                                                                            | 3,1%                                                                                            | 1,04% | 0,46% | 0,21% | 0,42% |
| Rezultate Alegeri (Țară)     | Rezultate Alegeri (Țară)     | 8.440.365                     | 21,02%                                                                                          | 18,44%                                                                                          | 20,70%                                                                                          | 24 noiembrie                                                                                    | 14,04%                                                                                          | 9,18%                                                                                           | 6,45%                                                                                           | 4,88%                                                                                           | 3,23%                                                                                           | 0,97%                                                                                           | 0,44%                                                                                           | 0,22%                                                                                           | 0,44%                                                                                           |       |       |       |       |
| Rezultate Alegeri (Diaspora) | Rezultate Alegeri (Diaspora) | 801.821                       | 43,16%                                                                                          | 26,95%                                                                                          | 2,86%                                                                                           | 24 noiembrie                                                                                    | 12,03%                                                                                          | 4,63%                                                                                           | 4,94%                                                                                           | 0,59%                                                                                           | 1,76%                                                                                           | 1,76%                                                                                           | 0,69%                                                                                           | 0,18%                                                                                           | 0,38%                                                                                           |       |       |       |       |
| ---------------------------- | ---------------------------- | ----------------------------- | ----------------------------------------------------------------------------------------------- | ----------------------------------------------------------------------------------------------- | ----------------------------------------------------------------------------------------------- | ----------------------------------------------------------------------------------------------- | ----------------------------------------------------------------------------------------------- | ----------------------------------------------------------------------------------------------- | ----------------------------------------------------------------------------------------------- | ----------------------------------------------------------------------------------------------- | ----------------------------------------------------------------------------------------------- | ----------------------------------------------------------------------------------------------- | ----------------------------------------------------------------------------------------------- | ----------------------------------------------------------------------------------------------- | ----------------------------------------------------------------------------------------------- | ----- | ----- | ----- | ----- |
| Exit-Poll Avangarde          | Exit-Poll Avangarde          | 24 noiembrie                  | N/A                                                                                             | 17,1%                                                                                           | 19,6%                                                                                           | 24,1%                                                                                           | 13,8%                                                                                           | 12,7%                                                                                           | 5,1%                                                                                            | 5,2%                                                                                            | 1,6%                                                                                            | N/A                                                                                             | N/A                                                                                             | N/A                                                                                             | 0,8%                                                                                            |       |       |       |       |
| Exit-Poll ARA                | Exit-Poll ARA                | 24 noiembrie                  | N/A                                                                                             | 14%                                                                                             | 18%                                                                                             | 27%                                                                                             | 15%                                                                                             | 11%                                                                                             | 6%                                                                                              | N/A                                                                                             | 5%                                                                                              | N/A                                                                                             | N/A                                                                                             | N/A                                                                                             | N/A                                                                                             |       |       |       |       |
| Exit-Poll CURS               | Exit-Poll CURS               | 24 noiembrie                  | N/A                                                                                             | 16,5%                                                                                           | 18,2%                                                                                           | 24,6%                                                                                           | 14%                                                                                             | 13%                                                                                             | 5,4%                                                                                            | 4,5%                                                                                            | N/A                                                                                             | N/A                                                                                             | N/A                                                                                             | N/A                                                                                             | N/A                                                                                             |       |       |       |       |
| Exit-Poll Sociopol           | Exit-Poll Sociopol           | 24 noiembrie                  | N/A                                                                                             | 20%                                                                                             | 20%                                                                                             | 22%                                                                                             | 20%                                                                                             | 8%                                                                                              | 5%                                                                                              | 3%                                                                                              | 2%                                                                                              | N/A                                                                                             | N/A                                                                                             | N/A                                                                                             | N/A                                                                                             |       |       |       |       |
| AtlasIntel                   | HotNews                      | 20–22 noiembrie 2024          | 1.692                                                                                           | 8,1%                                                                                            | 17,8%                                                                                           | 23,7%                                                                                           | 16,9%                                                                                           | 14,3%                                                                                           | 6,9%                                                                                            | 2,9%                                                                                            | 6,2%                                                                                            | 1,0%                                                                                            | 0,7%                                                                                            | 0,8%                                                                                            | 0,7%                                                                                            |       |       |       |       |
| COMQUEST                     | N/A                          | 16–22 noiembrie 2024          | 1.042                                                                                           | N/A                                                                                             | 12,1%                                                                                           | 24,4%                                                                                           | 16,2%                                                                                           | 17,6%                                                                                           | N/A                                                                                             | N/A                                                                                             | N/A                                                                                             | N/A                                                                                             | N/A                                                                                             | N/A                                                                                             | N/A                                                                                             |       |       |       |       |
| Verifield                    | USR                          | 20–21 noiembrie 2024          | 1.803                                                                                           | 10,6%                                                                                           | 19%                                                                                             | 24,5%                                                                                           | 19%                                                                                             | 8,6%                                                                                            | 7,9%                                                                                            | 3,4%                                                                                            | 5,1%                                                                                            | 0,7%                                                                                            | 0,6%                                                                                            | N/A                                                                                             | 0,6%                                                                                            |       |       |       |       |
| AtlasIntel                   | HotNews                      | 15–20 noiembrie 2024          | 2.003                                                                                           | 6,2%                                                                                            | 15,3%                                                                                           | 24,3%                                                                                           | 15,4%                                                                                           | 12,1%                                                                                           | 7%                                                                                              | 5,9%                                                                                            | 3,3%                                                                                            | 2,1%                                                                                            | 4,2%                                                                                            | 1,5%                                                                                            | 0,9%                                                                                            |       |       |       |       |
| INSOMAR                      | N/A                          | 14–20 noiembrie 2024          | 1.042                                                                                           | 4,4%                                                                                            | 12,7%                                                                                           | 24,4%                                                                                           | 16,2%                                                                                           | 15,6%                                                                                           | 8,4%                                                                                            | 3,6%                                                                                            | 3,8%                                                                                            | N/A                                                                                             | N/A                                                                                             | N/A                                                                                             | N/A                                                                                             |       |       |       |       |
| ARGUMENT                     | DCMedia Group                | noiembrie 2024                | 1.100                                                                                           | 7,3%                                                                                            | 17,2%                                                                                           | 31,1%                                                                                           | 16,8%                                                                                           | 7,7%                                                                                            | 10,9%                                                                                           | 1,3%                                                                                            | 5,6%                                                                                            | 0,7%                                                                                            | 0,6%                                                                                            | 0,8%                                                                                            | N/A                                                                                             |       |       |       |       |
| 18 noiembrie 2024            | 18 noiembrie 2024            | 18 noiembrie 2024             | Ludovic Orban se retrage din cursa prezidențială și își anunță susținerea pentru Elena Lasconi. | Ludovic Orban se retrage din cursa prezidențială și își anunță susținerea pentru Elena Lasconi. | Ludovic Orban se retrage din cursa prezidențială și își anunță susținerea pentru Elena Lasconi. | Ludovic Orban se retrage din cursa prezidențială și își anunță susținerea pentru Elena Lasconi. | Ludovic Orban se retrage din cursa prezidențială și își anunță susținerea pentru Elena Lasconi. | Ludovic Orban se retrage din cursa prezidențială și își anunță susținerea pentru Elena Lasconi. | Ludovic Orban se retrage din cursa prezidențială și își anunță susținerea pentru Elena Lasconi. | Ludovic Orban se retrage din cursa prezidențială și își anunță susținerea pentru Elena Lasconi. | Ludovic Orban se retrage din cursa prezidențială și își anunță susținerea pentru Elena Lasconi. | Ludovic Orban se retrage din cursa prezidențială și își anunță susținerea pentru Elena Lasconi. | Ludovic Orban se retrage din cursa prezidențială și își anunță susținerea pentru Elena Lasconi. | Ludovic Orban se retrage din cursa prezidențială și își anunță susținerea pentru Elena Lasconi. | Ludovic Orban se retrage din cursa prezidențială și își anunță susținerea pentru Elena Lasconi. |       |       |       |       |
| N/AVerifield                 | USR                          | 8–14 noiembrie 2024           | 968                                                                                             | 4,9%                                                                                            | 17,1%                                                                                           | 26,3%                                                                                           | 18,8%                                                                                           | 7,3%                                                                                            | 8,1%                                                                                            | 4,7%                                                                                            | 6,8%                                                                                            | 2,8%                                                                                            | 1,1%                                                                                            | 1,1%                                                                                            | 1%                                                                                              |       |       |       |       |
| AtlasIntel                   | HotNews                      | 9–12 noiembrie 2024           | 3.035                                                                                           | 7,4%                                                                                            | 14,2%                                                                                           | 25,4%                                                                                           | 14,2%                                                                                           | 10,2%                                                                                           | 9,1%                                                                                            | 4,3%                                                                                            | 5,3%                                                                                            | 3,4%                                                                                            | 2,9%                                                                                            | 0,7%                                                                                            | 2,9%                                                                                            |       |       |       |       |
| INSCOP                       | N/A                          | 7–12 noiembrie 2024           | 1.100                                                                                           | 5,4%                                                                                            | 14,3%                                                                                           | 25,3%                                                                                           | 19,1%                                                                                           | 9,1%                                                                                            | 13,3%                                                                                           | 4,1%                                                                                            | 4,6%                                                                                            | 2,1%                                                                                            | 0,8%                                                                                            | 1,0%                                                                                            | 0,9%                                                                                            |       |       |       |       |
| BCS                          | Libertatea                   | 7–10 noimebrie 2024           | 1.157                                                                                           | 4,9%                                                                                            | 14,3%                                                                                           | 27,1%                                                                                           | 11,9%                                                                                           | 17,7%                                                                                           | 7,6%                                                                                            | 5,7%                                                                                            | 2,9%                                                                                            | 0,5%                                                                                            | 1,0%                                                                                            | N/A                                                                                             | N/A                                                                                             |       |       |       |       |
| CIRA                         | PNL                          | 1–6 noiembrie 2024            | 1.150                                                                                           | 1,0%                                                                                            | 16,0%                                                                                           | 29,0%                                                                                           | 17,0%                                                                                           | 19,0%                                                                                           | 9,0%                                                                                            | 1,0%                                                                                            | N/A                                                                                             | 1,0%                                                                                            | N/A                                                                                             | N/A                                                                                             | N/A                                                                                             |       |       |       |       |
| Verifield                    | USR                          | 1–6 noiembrie 2024            | 1.064                                                                                           | 4.6%                                                                                            | 15,7%                                                                                           | 25,9%                                                                                           | 21,2%                                                                                           | 8,5%                                                                                            | 13,2%                                                                                           | 2,9%                                                                                            | 4,4%                                                                                            | 0,3%                                                                                            | 1,2%                                                                                            | 1,1%                                                                                            | 1,0%                                                                                            |       |       |       |       |
| CURS                         | N/A                          | 30 octombrie–5 noiembrie 2024 | 1.067                                                                                           | N/A                                                                                             | 12,0%                                                                                           | 28,0%                                                                                           | 17,0%                                                                                           | 17,0%                                                                                           | 9,0%                                                                                            | 5,0%                                                                                            | 5,0%                                                                                            | 4,0%                                                                                            | N/A                                                                                             | 2,0%                                                                                            | 1,0%                                                                                            |       |       |       |       |
| BCS                          | Newsweek                     | 24–28 octombrie 2024          | 1.150                                                                                           | 2.7%                                                                                            | 14,7%                                                                                           | 23,4%                                                                                           | 16,1%                                                                                           | 17,1%                                                                                           | 10,0%                                                                                           | 4,6%                                                                                            | 7,2%                                                                                            | 0,8%                                                                                            | 0,9%                                                                                            | 2,1%                                                                                            | 0.4%                                                                                            |       |       |       |       |
| INSCOP                       | Libertatea                   | 11–18 octombrie 2024          | 1.106                                                                                           | N/A                                                                                             | 15,0%                                                                                           | 24,1%                                                                                           | 20,2%                                                                                           | 8,2%                                                                                            | 18,1%                                                                                           | 3,8%                                                                                            | 5,1%                                                                                            | 1,9%                                                                                            | 0,9%                                                                                            | 1,9%                                                                                            | 0,4%                                                                                            |       |       |       |       |
| CURS                         | N/A                          | 11–16 octombrie 2024          | 1.006                                                                                           | N/A                                                                                             | 14,0%                                                                                           | 26,0%                                                                                           | 17,0%                                                                                           | 15,0%                                                                                           | 15,0%                                                                                           | 2,0%                                                                                            | 5,0%                                                                                            | 2,0%                                                                                            | 2,0%                                                                                            | 2,0%                                                                                            | 0,4%                                                                                            |       |       |       |       |
| Verifield                    | USR                          | 7–9 octombrie 2024            | 1.009                                                                                           | N/A                                                                                             | 17,1%                                                                                           | 23,4%                                                                                           | 19,8%                                                                                           | 6,2%                                                                                            | 17,2%                                                                                           | 3,8%                                                                                            | 7,6%                                                                                            | 3,1%                                                                                            | 0,7%                                                                                            | 0,7%                                                                                            | 0,4%                                                                                            |       |       |       |       |
| 6 octombrie 2024             | 6 octombrie 2024             | 6 octombrie 2024              | Candidatura Dianei Șoșoacă la președinție este respinsă de către CCR.                           | Candidatura Dianei Șoșoacă la președinție este respinsă de către CCR.                           | Candidatura Dianei Șoșoacă la președinție este respinsă de către CCR.                           | Candidatura Dianei Șoșoacă la președinție este respinsă de către CCR.                           | Candidatura Dianei Șoșoacă la președinție este respinsă de către CCR.                           | Candidatura Dianei Șoșoacă la președinție este respinsă de către CCR.                           | Candidatura Dianei Șoșoacă la președinție este respinsă de către CCR.                           | Candidatura Dianei Șoșoacă la președinție este respinsă de către CCR.                           | Candidatura Dianei Șoșoacă la președinție este respinsă de către CCR.                           | Candidatura Dianei Șoșoacă la președinție este respinsă de către CCR.                           | Candidatura Dianei Șoșoacă la președinție este respinsă de către CCR.                           | Candidatura Dianei Șoșoacă la președinție este respinsă de către CCR.                           | Candidatura Dianei Șoșoacă la președinție este respinsă de către CCR.                           |       |       |       |       |

### Sondaje de opinie iunie–septembrie 2024
| Sondaj    | Data              | Eșantion | Mircea Geoană Ind. | Marcel Ciolacu PSD    | Elena Lasconi USR | Diana Șoșoacă S.O.S. | George Simion AUR | Nicolae Ciucă PNL | Cristian Diaconescu Ind. | Hunor Kelemen UDMR | Cristian Terheș PNCR | Ana Birchall Ind. | Alții |      |      |      |
| --------- | ----------------- | -------- | ------------------ | --------------------- | ----------------- | -------------------- | ----------------- | ----------------- | ------------------------ | ------------------ | -------------------- | ----------------- | ----- | ---- | ---- | ---- |
| Sondaj    | Data              | Eșantion | INSCOP             | 11–16 septembrie 2024 | 1.102             | 20,8%                | 20,5%             | 16,0%             | 12,5%                    | 12,4%              | 5,6%                 | 4,5%              | 3,6%  | 2,0% | 0,9% | 1,2% |
| Verifield | 15–30 august 2024 | 1.793    | 17,8%              | 21,9%                 | 16,3%             | 12,9%                | 14,9%             | 5,9%              | 5,0%                     | 1,8%               | N/A                  | 0,9%              | 2%    |      |      |      |
| INSCOP    | 19–27 iunie 2024  | 1.100    | 26,7%              | 17,8%                 | 14,3%             | 13,4%                | 11,2%             | 11,9%             | N/A                      | 3,4%               | N/A                  | N/A               | 1,2%  |      |      |      |

### Sondaje de opinie ianuarie–iunie 2024
| Sondaj     | Data                       | Eșantion | Mircea Geoană Ind. | Marcel Ciolacu PSD | George Simion AUR | Cătălin Drulă USR | Diana Șoșoacă S.O.S. | Nicolae Ciucă PNL | Hunor Kelemen UDMR | Laura Kövesi Ind. | Alții |      |     |      |
| ---------- | -------------------------- | -------- | ------------------ | ------------------ | ----------------- | ----------------- | -------------------- | ----------------- | ------------------ | ----------------- | ----- | ---- | --- | ---- |
| Sondaj     | Data                       | Eșantion | INSCOP             | 20–25 mai 2024     | 1.100             | 23,7%             | 18,2%                | 13,5%             | 8,6%               | 12,5%             | 11,5% | 5,5% | N/A | 6,4% |
| AtlasIntel | 5–9 aprilie 2024           | 1.764    | 33,6%              | N/A                | 11,8%             | 10,9%             | 10,7%                | N/A               | 1,4%               | N/A               | 6,9%  |      |     |      |
| AtlasIntel | 5–9 aprilie 2024           | 1.764    | 27,3%              | 9,2%               | 12,4%             | 13,6%             | 9,8%                 | N/A               | 3,0%               | N/A               | 6,4%  |      |     |      |
| AtlasIntel | 5–9 aprilie 2024           | 1.764    | 27,0%              | 9,6%               | 12,6%             | 11,3%             | 10,6%                | 5,0%              | 0,7%               | N/A               | 6,1%  |      |     |      |
| INSCOP     | 14 februarie–5 martie 2024 | 2.000    | 26,0%              | 24,0%              | 13,0%             | N/A               | 8,0%                 | 12,0%             | 3,0%               | 9,0%              | N/A   |      |     |      |
| INSCOP     | 16–24 ianuarie 2024        | 1.100    | 26,5%              | 18,9%              | 13,3%             | 5,9%              | 14,0%                | 11,4%             | 3,6%               | N/A               | 6,4%  |      |     |      |

### Sondaje de opinie cuGeoanăcandidatindependent(2023)
| Sondaj     | Data                  | Eșantion | Mircea Geoană Ind. | Marcel Ciolacu PSD            | George Simion AUR | Laura Kövesi Ind. | Diana Șoșoacă S.O.S. | Nicoale Ciucă PNL | Elena Lasconi USR | Cătălin Drulă USR | Humor Kelemen UDMR | Ludovic Orban FD | Eduard Hellvig Ind. | Alții |     |     |      |
| ---------- | --------------------- | -------- | ------------------ | ----------------------------- | ----------------- | ----------------- | -------------------- | ----------------- | ----------------- | ----------------- | ------------------ | ---------------- | ------------------- | ----- | --- | --- | ---- |
| Sondaj     | Data                  | Eșantion | INSCOP             | 23 octombrie–2 noiembrie 2023 | 1.100             | 17,7%             | 21,8%                | 18,9%             | N/A               | 10,5%             | N/A                | 12,1%            | N/A                 | 3,1%  | N/A | N/A | 4,3% |
| AtlasIntel | 20–29 octombrie 2023  | 2.000    | 20,4%              | 10,3%                         | 7,7%              | 10,9%             | 13,3%                | 0,7%              | 2,3%              | 6,9%              | 3,0%               | 3,4%             | 6,4%                | 13,4% |     |     |      |
| INSCOP     | 15–22 septembrie 2023 | 1.550    | 24,6%              | 21,4%                         | 18,5%             | N/A               | 8,4%                 | 12,8%             | N/A               | 5,4%              | 2,3%               | N/A              | N/A                 | 3,4%  |     |     |      |
| AtlasIntel | 27–30 ianuarie 2023   | 2.000    | 22,6%              | N/A                           | 10,6%             | 16,4%             | 6,1%                 | 4,9%              | N/A               | 8,0%              | 4,4%               | 3,8%             | 0,4%                | 22,9% |     |     |      |
| AtlasIntel | 27–30 ianuarie 2023   | 2.000    | 14,6%              | 6,2%                          | 9,7%              | 16,9%             | 5,5%                 | 4,6%              | N/A               | 4,5%              | 2,9%               | 5,1%             | 0,5%                | 29,3% |     |     |      |

### Sondaje de opinie fărăGeoană(ianuarie 2023)
| Sondaj | Data | Eșantion | Kövesi Ind. | Ciolacu PSD         | Simion AUR | Ciucă PNL | Drulă USR | Șoșoacă S.O.S. | Orban FD | Hellvig Ind. | Kelemen UDMR/RMDSZ | Alții |      |      |       |
| ------ | ---- | -------- | ----------- | ------------------- | ---------- | --------- | --------- | -------------- | -------- | ------------ | ------------------ | ----- | ---- | ---- | ----- |
| Sondaj | Data | Eșantion | AtlasIntel  | 27–30 ianuarie 2023 | 2.000      | 15,7%     | 13,3%     | 10,4%          | 8,0%     | 7,4%         | 5,9%               | 5,0%  | 2,9% | 2,1% | 24,1% |

## Turul II

### Georgescu vs. Lasconi
| Sondaj           | Data                                                                                         | Eșantion                                                                                     | Călin Georgescu Ind.                                                                         | Elena Lasconi USR                                                                            | Indeciși                                                                                     |       |       |       |       |
| ---------------- | -------------------------------------------------------------------------------------------- | -------------------------------------------------------------------------------------------- | -------------------------------------------------------------------------------------------- | -------------------------------------------------------------------------------------------- | -------------------------------------------------------------------------------------------- | ----- | ----- | ----- | ----- |
| Sondaj           | Data                                                                                         | Eșantion                                                                                     | AtlasIntel                                                                                   | 13-15 mai 2025                                                                               | Indeciși                                                                                     | 5.628 | 48,9% | 40,8% | 10,3% |
| AtlasIntel       | 9-12 mai 2025                                                                                | 3.995                                                                                        | 49%                                                                                          | 38,9%                                                                                        | 12,1%                                                                                        |       |       |       |       |
| AtlasIntel       | 1-3 mai 2025                                                                                 | 4.250                                                                                        | 41%                                                                                          | 43,6%                                                                                        | 15,4%                                                                                        |       |       |       |       |
| AtlasIntel       | 13–15 martie 2025                                                                            | 2.381                                                                                        | 39,4%                                                                                        | 40,1%                                                                                        | 20,6%                                                                                        |       |       |       |       |
| 6 decembrie 2024 | CCR anuleaza primul tur al alegerilor prezidentiale in baza documentelor CSAT desecretizate. | CCR anuleaza primul tur al alegerilor prezidentiale in baza documentelor CSAT desecretizate. | CCR anuleaza primul tur al alegerilor prezidentiale in baza documentelor CSAT desecretizate. | CCR anuleaza primul tur al alegerilor prezidentiale in baza documentelor CSAT desecretizate. | CCR anuleaza primul tur al alegerilor prezidentiale in baza documentelor CSAT desecretizate. |       |       |       |       |
| AtlasIntel       | 28 noiembrie–5 decembrie 2024                                                                | 5.505                                                                                        | 46,4%                                                                                        | 48,6%                                                                                        | 5%                                                                                           |       |       |       |       |
| 4 decembrie 2024 | Klaus Iohannis a desecretizat documentele CSAT legate de campania lui Călin Georgescu.       | Klaus Iohannis a desecretizat documentele CSAT legate de campania lui Călin Georgescu.       | Klaus Iohannis a desecretizat documentele CSAT legate de campania lui Călin Georgescu.       | Klaus Iohannis a desecretizat documentele CSAT legate de campania lui Călin Georgescu.       | Klaus Iohannis a desecretizat documentele CSAT legate de campania lui Călin Georgescu.       |       |       |       |       |
| AtlasIntel       | 2–4 decembrie 2024                                                                           | 3.102                                                                                        | 47%                                                                                          | 43%                                                                                          | 9,2%                                                                                         |       |       |       |       |
| CURS             | 1 decembrie 2024                                                                             | 24.629                                                                                       | 57,8%                                                                                        | 42,2%                                                                                        | N/A                                                                                          |       |       |       |       |
| AtlasIntel       | 26–28 noiembrie 2024                                                                         | 2.116                                                                                        | 45,3%                                                                                        | 47,5%                                                                                        | 7,3%                                                                                         |       |       |       |       |

### Ipotetice

#### Geoană vs. Ciolacu
| Sondaj     | Data                  | Eșantion | Geoană Ind. | Ciolacu PSD         |       |       |       |
| ---------- | --------------------- | -------- | ----------- | ------------------- | ----- | ----- | ----- |
| Sondaj     | Data                  | Eșantion | INSCOP      | 7–12 noiembrie 2024 | 1.100 | 51,9% | 48,1% |
| INSCOP     | 7–11 octombrie 2024   | 1.100    | 51,9%       | 48,1%               |       |       |       |
| INSCOP     | 11–18 octombrie 2024  | 1.106    | 55,6%       | 44,4%               |       |       |       |
| INSCOP     | 11–16 septembrie 2024 | 1.102    | 58,3%       | 41,7%               |       |       |       |
| INSCOP     | 20–25 aprilie 2024    | 1.100    | 61,2%       | 38,8%               |       |       |       |
| AtlasIntel | 20–29 octombrie 2023  | 2.000    | 64,9%       | 35,1%               |       |       |       |

#### Geoană vs. Simion
| Sondaj     | Data                  | Eșantion | Geoană Ind. | Simion AUR          |       |       |       |
| ---------- | --------------------- | -------- | ----------- | ------------------- | ----- | ----- | ----- |
| Sondaj     | Data                  | Eșantion | INSCOP      | 7–12 noiembrie 2024 | 1.100 | 53,1% | 46,9% |
| INSCOP     | 7–12 octombrie 2024   | 1.100    | 53,1%       | 46,9%               |       |       |       |
| INSCOP     | 20–25 aprilie 2024    | 1.100    | 69,3%       | 30,7%               |       |       |       |
| AtlasIntel | 20–29 octombrie 2023  | 2.000    | 71,8%       | 28,2%               |       |       |       |
| INSCOP     | 15–22 septembrie 2023 | 1.550    | 63,5%       | 36,5%               |       |       |       |
| AtlasIntel | 27–30 ianuarie 2023   | 2.000    | 69,5%       | 30,5%               |       |       |       |

#### Geoană vs. Ciucă
| Sondaj     | Data                | Eșantion | Geoană Ind. | Ciucă PNL             |       |       |       |
| ---------- | ------------------- | -------- | ----------- | --------------------- | ----- | ----- | ----- |
| Sondaj     | Data                | Eșantion | INSCOP      | 11–16 septembrie 2024 | 1.102 | 64,2% | 35,8% |
| INSCOP     | 20–25 aprilie 2024  | 1.100    | 64,8%       | 35,2%                 |       |       |       |
| AtlasIntel | 27–30 ianuarie 2023 | 2.000    | 76,2%       | 23,8%                 |       |       |       |

#### Ciolacu vs. Simion
| Sondaj     | Data                  | Eșantion | Ciolacu PSD | Simion AUR          |       |       |       |
| ---------- | --------------------- | -------- | ----------- | ------------------- | ----- | ----- | ----- |
| Sondaj     | Data                  | Eșantion | INSCOP      | 7–12 noiembrie 2024 | 1.100 | 55,5% | 44,5% |
| INSCOP     | 11–18 octombrie 2024  | 1.106    | 56,0%       | 44,0%               |       |       |       |
| INSCOP     | 20–25 aprilie 2024    | 1.100    | 66,5%       | 33,5%               |       |       |       |
| AtlasIntel | 20–29 octombrie 2023  | 2.000    | 69,5%       | 30,5%               |       |       |       |
| INSCOP     | 15–22 septembrie 2023 | 1.550    | 58,8%       | 41,2%               |       |       |       |
| AtlasIntel | 27–30 ianuarie 2023   | 2.000    | 54,1%       | 45,9%               |       |       |       |

#### Ciolacu vs. Ciucă
| Sondaj     | Data                  | Eșantion | Ciolacu PSD | Ciucă PNL           |       |       |       |
| ---------- | --------------------- | -------- | ----------- | ------------------- | ----- | ----- | ----- |
| Sondaj     | Data                  | Eșantion | INSCOP      | 7–12 noiembrie 2024 | 1.100 | 62,2% | 37,8% |
| INSCOP     | 11–18 octombrie 2024  | 1.106    | 63,1%       | 36,9%               |       |       |       |
| INSCOP     | 11–16 septembrie 2024 | 1.102    | 54,6%       | 45.4%               |       |       |       |
| INSCOP     | 20–25 aprilie 2024    | 1.100    | 59,5%       | 40,5%               |       |       |       |
| AtlasIntel | 27–30 ianuarie 2023   | 2.000    | 51,7%       | 48,3%               |       |       |       |

#### Ciolacu vs. Lasconi
| Sondaj | Data                  | Eșantion | Ciolacu PSD | Lasconi USR         |       |       |       |
| ------ | --------------------- | -------- | ----------- | ------------------- | ----- | ----- | ----- |
| Sondaj | Data                  | Eșantion | INSCOP      | 7–12 noiembrie 2024 | 1.100 | 52,2% | 47,8% |
| INSCOP | 11–18 octombrie 2024  | 1.106    | 53,0%       | 47,0%               |       |       |       |
| INSCOP | 11–16 septembrie 2024 | 1.102    | 54,2%       | 45,8%               |       |       |       |
| INSCOP | 19–27 iunie 2024      | 1,100    | 58,0%       | 42,0%               |       |       |       |

#### Ciucă vs. Lasconi
| Sondaj | Data             | Eșantion | Ciucă PNL | Lasconi USR           |       |       |       |
| ------ | ---------------- | -------- | --------- | --------------------- | ----- | ----- | ----- |
| Sondaj | Data             | Eșantion | INSCOP    | 11–16 septembrie 2024 | 1.102 | 50,2% | 49,8% |
| INSCOP | 19–27 iunie 2024 | 1,100    | 51,6%     | 48,4%                 |       |       |       |